# Abborrtjärnen (Umeå socken, Västerbotten, 711301-171382)
Abborrtjärnen är en sjö i Umeå kommun i Västerbotten och ingår i Tavelåns huvudavrinningsområde. Sjön har en area på 0,0317 kvadratkilometer och ligger 147,9 meter över havet.

## Delavrinningsområde
Abborrtjärnen ingår i det delavrinningsområde (711434-171336) som SMHI kallar för Ovan Hjuksvallsbäcken. Medelhöjden är 142 meter över havet och ytan är 9,27 kvadratkilometer. Räknas de 7 avrinningsområdena uppströms in blir den ackumulerade arean 70,48 kvadratkilometer. Avrinningsområdets utflöde Tavelån (Fällforsån) mynnar i havet. Avrinningsområdet består mestadels av skog (68 procent). Avrinningsområdet har 0,07 kvadratkilometer vattenytor vilket ger det en sjöprocent på 0,7 procent.